# Okres Banská Štiavnica
Banská Štiavnica is een district (Slowaaks: Okres) in de Slowaakse regio Banská Bystrica. De hoofdstad is Banská Štiavnica. Het district bestaat uit 1 stad (Slowaaks: Mesto) en 14 gemeenten (Slowaaks: Obec).
Tot 1918 maakte het district onderdeel uit van het Hongaarse comitaat Hont.

## Steden
- Banská Štiavnica

## Lijst van gemeenten
| - Baďan - Banská Belá - Banský Studenec - Beluj - Dekýš | - Ilija - Kozelník - Močiar - Počúvadlo - Podhorie | - Prenčov - Svätý Anton - Štiavnické Bane - Vysoká |

Banská Bystrica · Banská Štiavnica · Brezno · Detva · Krupina · Lučenec · Poltár · Revúca · Rimavská Sobota · Veľký Krtíš · Žarnovica · Žiar nad Hronom · Zvolen